# Elezioni parlamentari in Israele dell'aprile 2019
Le elezioni parlamentari in Israele dell'aprile 2019 si sono tenute il 9 aprile per eleggere i 120 membri della Knesset, il parlamento israeliano, per un periodo di quattro anni.
Nonostante lo stesso numero di seggi ottenuti dai due partiti principali candidati alle elezioni, Likud ha la possibilità di formare una maggioranza più ampia alleandosi con altri partiti minori di destra.

## Vicende politiche
Le prime instabilità all'interno della coalizione governativa sono iniziate quando il Ministro della difesa, Avigdor Lieberman, lasciò il governo il 14 novembre 2018, quando fu raggiunto un accordo per il cessate il fuoco con Gaza, criticando aspramente la decisione del governo. Le dimissioni di Lieberman lasciarono la coalizione di governo con una ristretta maggioranza di 61 seggi su un totale di 120. Pochi giorni dopo, tuttavia, il leader de La Casa Ebraica Naftali Bennett annunciò che anche il suo partito avrebbe abbandonato il governo, non avendo ottenuto il posto di Ministro della difesa al posto di Lieberman. In ogni caso, la situazione fu stabilizzata quando Bennett accettò di mantenere il posto di Ministro dell'istruzione, evitando di fatto un crollo del governo. Queste instabilità lasciarono comunque la coalizione di Netanyahu estremamente indebolita, motivo per il quale il Primo ministro decise di sciogliere il Parlamento e di indire nuove elezioni per il 9 aprile 2019.

## Risultati
| Likud                        | 1 140 370 | 26,46 | 35  |  |  |  |
| Blu e Bianco                 | 1 125 881 | 26,13 | 35  |  |  |  |
| Shas                         | 258 275   | 5,99  | 8   |  |  |  |
| Ebraismo della Torah Unito   | 249 049   | 5,78  | 8   |  |  |  |
| Hadash - Ta'al               | 193 442   | 4,49  | 6   |  |  |  |
| Partito Laburista Israeliano | 190 870   | 4,43  | 6   |  |  |  |
| Israel Beitenu               | 173 004   | 4,01  | 5   |  |  |  |
| Unione dei Partiti di Destra | 159 468   | 3,70  | 5   |  |  |  |
| Meretz                       | 156 473   | 3,63  | 4   |  |  |  |
| Kulanu                       | 152 756   | 3,54  | 4   |  |  |  |
| Lista Araba Unita - Balad    | 143 666   | 3,33  | 4   |  |  |  |
| Nuova Destra                 | 138 598   | 3,22  | –   |  |  |  |
| Zehut                        | 118 031   | 2,74  | –   |  |  |  |
| Gesher                       | 74 701    | 1,73  | –   |  |  |  |
| Betah                        | 4 618     | 0,11  | –   |  |  |  |
| Lista Araba                  | 4 135     | 0,10  | –   |  |  |  |
| Giustizia Sociale            | 3 843     | 0,09  | –   |  |  |  |
| Scudo di Israele             | 3 394     | 0,08  | –   |  |  |  |
| Giustizia per Tutti          | 3 281     | 0,08  | –   |  |  |  |
| Tzomet                       | 2 417     | 0,06  | –   |  |  |  |
| Altri <0,05%                 | 12 998    | 0,30  | –   |  |  |  |
| Totale                       | 4 309 270 | 100   | 120 |  |  |  |
|                              |           |       |     |  |  |  |
| Voti non validi              | 30 983    | 0,71  |     |  |  |  |
| Votanti                      | 4 340 253 | 68,46 |     |  |  |  |
| Elettori                     | 6 339 729 |       |     |  |  |  |

| Riepilogo dei seggi | Riepilogo dei seggi | Riepilogo dei seggi | Riepilogo dei seggi | Riepilogo dei seggi | Riepilogo dei seggi | Riepilogo dei seggi |
| ------------------- | ------------------- | ------------------- | ------------------- | ------------------- | ------------------- | ------------------- |
|                     |                     |                     |                     |                     |                     |                     |
| Hadash              | 4                   | ▼ 1                 |                     | Balad               | 2                   | ▼ 1                 |
| Ta'al               | 2                   | ━                   |                     | Lista Araba Unita   | 2                   | ▼ 1                 |
| Laburisti           | 6                   | ▼ 13                |                     | Meretz              | 4                   | ▼ 1                 |
| Blu e Bianco        | 35                  | ▲ 24                |                     | Israel Beitenu      | 5                   | ▼ 1                 |
| Kulanu              | 4                   | ▼ 6                 |                     | Likud               | 35                  | ▲ 5                 |
| Hayemin             | 5                   | ▼ 3                 |                     | Shas                | 8                   | ▲ 1                 |
| Yahadut HaTora      | 8                   | ▲ 2                 |                     |                     |                     |                     |

## Situazione preelettorale
La tabella mostra i seggi ottenuti dalle varie forze politiche nelle elezioni del 2015 e i loro seggi alla fine della XX Legislatura.
| Partiti                                                  | Leader                 | Voti (%) | Seggi | Seggi alla fine della XX legislatura |
| -------------------------------------------------------- | ---------------------- | -------- | ----- | ------------------------------------ |
| Likud                                                    | Benjamin Netanyahu     | 23,40    | 30    | 30                                   |
| Unione Sionista - Partito Laburista Israeliano - HaTnuah | Avi Gabbay Tzipi Livni | 18,67    | 24    | 24                                   |
| Lista Araba Comune                                       | Ayman Odeh             | 10,54    | 13    | 12                                   |
| Yesh Atid                                                | Yair Lapid             | 8,81     | 11    | 11                                   |
| Kulanu                                                   | Moshe Kahlon           | 7,49     | 10    | 10                                   |
| La Casa Ebraica                                          | Rafi Peretz            | 6,74     | 8     | 5                                    |
| Shas                                                     | Aryeh Deri             | 5,73     | 7     | 7                                    |
| Yisrael Beiteinu                                         | Avigdor Lieberman      | 5,11     | 6     | 5                                    |
| Ebraismo della Torah Unito                               | Yaakov Litzman         | 5,03     | 6     | 6                                    |
| Meretz                                                   | Tamar Zandberg         | 3,93     | 5     | 5                                    |
| Nuova Destra                                             | Naftali bennett        | -        | -     | 3                                    |
| Ta'al                                                    | Ahmad Tibi             | -        | -     | 1                                    |
| Indipendenti                                             | -                      | -        | -     | 1                                    |
| Altri                                                    | -                      | 4,55     | -     | -                                    |
| Totale                                                   |                        | 100,00%  | 120   | 120                                  |